# アンニョンコリア!
アンニョンコリア!は東海ラジオで放送しているラジオ番組。2011年10月6日放送開始。

## 概要
韓国旅行に行くほど韓国が大好きな山口由里が、韓国の音楽や言葉、ドラマ、豆知識などを紹介するラジオ番組。

## 放送時間
ナイターオフ期
- 毎週木曜日 20:30 - 21:00
  - 2011年10月6日 - 2012年3月29日
  - 2012年10月18日 - 2013年3月30日
- 毎週土曜日 26:30 - 27:00
  - 2013年10月5日 - 2014年3月29日
- 毎週土曜日 20:00 - 20:30
  - 2014年10月4日 - 2015年3月28日
  - 2015年10月3日 - 2016年4月2日
  - 2017年10月7日 - 2018年3月31日
  - 2018年10月6日 - 2019年3月30日
  - 2019年10月5日 - 2020年3月28日
- 毎週土曜日 20:30 - 21:00
  - 2016年10月1日 - 2017年3月25日

ナイターイン期
- 毎週土曜日 23:00 - 23:30
  - 2012年4月7日 - 9月29日
  - 2013年4月6日 - 9月28日

『ガッツナイタースペシャル』がナイターの場合は休止（稀にデーゲームの時間枠に振替放送）とし、代わりに『Hit's Today』が放送された。
- 毎週土曜日 20:00 - 20:30
  - 2014年4月5日 - 9月27日
  - 2017年4月1日 - 9月30日
  - 2018年4月7日 - 9月29日
  - 2019年4月6日 - 9月28日

『ガッツナイタースペシャル』がナイターの場合は17:00 - 17:30に振替放送となる。
- 毎週日曜日 20:30 - 21:00
  - 2015年4月5日 - 9月27日
- 毎週土曜日　20:30 - 21:00
  - 2016年4月9日 - 9月24日
- 毎週土曜日 19:00 - 19:30
  - 2020年4月4日 - 現在

## パーソナリティー
- 山口由里（2014年7月まで東海ラジオアナウンサー、現在フリー）

## コーナー
- Apeaceの今日もAピースで行こう! - Apeaceのメンバーが、月替わりでサイコロトークに挑戦するコーナー。
- ゆりチョアコリア!（不定期） - 韓国のドラマ、映画、オススメスポットなど、もっと知ってほしい韓国の今を紹介するコーナー。
- ファイティンハングル!（不定期） - 楽しく韓国の言葉を学ぶコーナー。
- 芸能ニュース 今日の注目!（月末） - 最近、気になる韓国の芸能ニュースをピックアップして紹介するコーナー。
- ゲストコーナー